# Xiao Quan Cheng

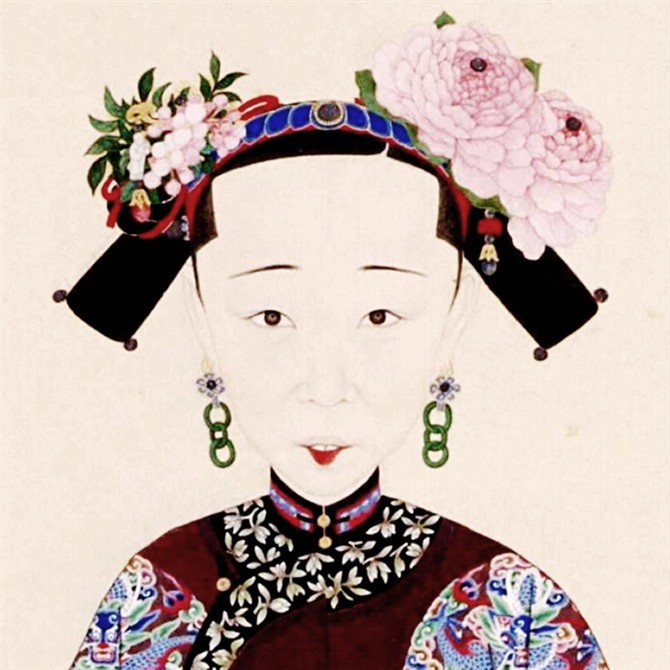
Keizerin Xiao Quan Cheng

Keizerin Xiao Quan Cheng (Chinees: 孝全成皇后) (Suzhou, 24 maart 1808 - Oude Zomerpaleis, 13 februari 1840) was de tweede keizerin van keizer Daoguang, die China regeerde van 1821 tot 1850.
Xiao Quan Cheng werd geboren in de 13de regeringsjaar van keizer Jiaqing. Ze behoorde tot de Niuhuru (钮祜禄氏), een machtige Mantsjoes-clan. Ze was een dochter van baron Liyang, een ambtenaar in Suzhou, een stad in het zuiden. Ze was ook een nicht van keizerin Xiao He Rui, gemalin van keizer Jiaqing en Daoguangs stiefmoeder.
Op 12-jarige leeftijd werd ze een bijvrouw van de derde rang, Concubine Quan, tijdens de eerste selectie van keizer Daoguangs harem. In 1825 kreeg ze haar eerste dochter en in 1826 een tweede. In 1833 overleed de keizerin van Daoguang en werd Concubine Quan hoofd van het keizerlijke huishouden. Nog geen jaar later werd zij vereerd met de titel Keizerin Quan.

## Overlijden
Ze overleed al op jonge leeftijd, in het 20e regeringsjaar van keizer Daoguang. Na haar dood kreeg zij de vereerde titel Keizerin Xiao Quan Cheng. Nog geen jaar later werd zij begraven in de Mulingmausoleum. Tien jaar na haar dood volgde haar enige zoon zijn vader op als keizer Xianfeng.
Volgens de overlevering zou Xiao Quan Cheng geprobeerd hebben de andere prinsen te vergiftigen, zodat haar eigen zoon de opvolger van de keizer zou worden. Op een dag zou zij prins Yi Xin, een zoon van een andere bijvrouw, gevraagd hebben om bij hen te eten. Prins Yi Xin wist echter niet dat zij in een schotel met vis vergif had gedaan. Zij had haar eigen zoon gewaarschuwd er niet van te eten. Omdat haar eigen zoon het niet opat, at Yi Xin het ook niet. Hij had de vis op de grond gegooid. De vis werd door een kat opgegeten en die overleed aan het vergif. Yi Xin vertelde zijn moeder wat er gebeurd was, waarna zijn moeder op haar beurt naar de keizerin-weduwe ging. De stiefmoeder van keizer Daoguang vertelde dit aan de keizer. Om schande te voorkomen pleegde keizerin Xiao Quan Cheng zelfmoord.

## Kinderen
- Prinses Duan Shun (端顺固伦公主) (1825 - 1835).
- Prinses Shou An (寿安固伦公主) (1826 - 1860).
- Prins Yizhu (爱新觉罗·奕詝) (1831 - 1861) — volgde zijn vader op als keizer Xianfeng